# Kubínyi Attila
Kubínyi Attila (Budapest, 1934. szeptember 18. –) magyar-német hegedűművész, hegedűtanár. 

## Életrajz
Szülei Comensoli Mária és Kubínyi László. Comensoli Mária, Bartók Béla zongoranövendéke nagy sikereket aratott, és Európa minden jelentősebb koncerttermében vendégszerepelt. Kubínyi Attila ennek a családnak a második fia, akinek nemesi címét az akkori magyar kormány megvonta. Nagyapja Pozsony parancsnoka volt az első világháború alatt. 
A szülők felismerték és támogatták fiuk tehetségét, és gondoskodtak arról, hogy Zathureczky Ede, a kor legjelentősebb magyar hegedűművésze vegye át kiképzését. Kubínyi fiatalon végezte tanulmányát a Liszt Ferenc Zeneművészeti Főiskolán.
Majd 21 évesen a Budapesti Filharmóniai Társaság szólistájaként lépett fel itthon és külföldön. Mivel nemesi származása miatt a rendszer potenciális ellenfelének tartotta, öt év után megtagadták tőle a további művészi működést. Ezért emigrált 1965-ben Nyugat-Németországba. Tíz évvel később felvette a német állampolgárságot. 1969-ben adta első koncertjét Münchenben, amelyről a Szabad Európa Rádió pozitív beszámolókat tartott. Ugyanebben az évben hegedűtanárként kapott állást a Regensburger Domspatzen zenei gimnáziumban. Itt ismerkedett meg Franz Weilnhammer zongoraművésszel (1938–2002), aki ott dolgozott zongoratanárként. Ők ketten hegedű–zongora duót alapítottak, és együtt koncerteztek, kezdetben Bayreuthban, Brémában, Hagenben, Erlangenben és más városokban. 1971-ben mindkettőjük művészi útja visszavezetett Münchenbe, majd Londonba, Milánóba és Velencébe. 
Amikor Franz Weilnhammer 1971-ben megalapította és igazgatóként vezette az iserlohni zeneiskolát, megnyerhette Kubínyi Attilát hegedűtanárnak az iserlohni zeneiskola számára. Ez különösen a Märkischer Kreis számára volt szerencsés, hiszen hegedűtanári munkája során számos zenei versenyen volt eredményes. A sikeres zeneiskolában a tanítás mellett a duó csak a szünidőben koncertezhetett. Különböző felvételek következtek, amelyeket hazai és külföldi szaklapok elismertek. Kubínyi Attila 25 évig tanított hegedűt az iserlohni zeneiskolában.
1999-ben, amikor nyugdíjba vonult, Waldsassenbe költözött, Oberpfalzba, ahol ma is él.

## Kiadványok
Felvételek
|   | Év   | Cím                     | Alcím                                                             |            | Előadóművészek                                                               |  | Megjegyzés                                                                                |
| 1 | 1979 | Bartók Béla             | I. Hegedű zongora szonáta II. Sonate für Violine und Klavier      | (LP)       | Kubínyi Attila (hegedű) Franz Weilnhammer (zongora)                          |  | 2008 „Béla Bartók - Assortimente“ (válogatott művek) Mint dupla CD jelent meg             |
| 2 | 1981 | Bartók Béla             | Hegedű szólószonáta Kontrasztok hegedűre, klarinétra és zongorára | (LP)       | Kubínyi Attila (hegedű) Franz Weilnhammer (zongora) Hans Fischer (klarinéta) |  |                                                                                           |
| 3 | 1981 | Con Sentimento          | Híres előadási darabok antológiája                                | (LP)       | Kubínyi Attila (hegedű) Franz Weilnhammer (zongora)                          |  | 2005 als „Klassik Nostalgie - Híres előadási darabok antológiája Mint dupla CD jelent meg |
| 4 | 1981 | Con Sentimento 2. lemez | Híres előadási darabok antológiája                                | (LP)       | Kubínyi Attila (hegedű) Franz Weilnhammer (zongora)                          |  | 2005 als „Klassik Nostalgie - Híres előadási darabok antológiája Mint dupla CD jelent meg |
| 5 | 1981 | Con Sentimento 3. lemez | Híres előadási darabok antológiája                                | (LP)       | Kubínyi Attila (hegedű) Franz Weilnhammer (zongora)                          |  | 2005 als „Klassik Nostalgie - Híres előadási darabok antológiája Mint dupla CD jelent meg |
| 6 | 1995 | Hommage A Grappelli     | Jazz on Strings (dzsessz húros hangszereken)                      | (CD)       | Kubínyi Attila (hegedű) Ulrich Stracke (gitár) Sascha Delbrouck (nagybőgő)   |  |                                                                                           |
| 7 | 2005 | Klassik Nostalgie       | Híres előadási darabok antológiája                                | (Dupla CD) | Kubínyi Attila (hegedű) Franz Weilnhammer (zongora)                          |  |                                                                                           |
| 8 | 2008 | Bartók Béla             | Assortimente (válogatott művek)                                   | (Dupla-CD) | Kubínyi Attila (hegedű) Franz Weilnhammer (zongora)                          |  |                                                                                           |